# Limba rusă
Limba rusă aparține grupului slav oriental al familiei de limbi indo-europene. Este vorbită de aproximativ 167 de milioane de oameni ca limbă maternă. Dintre aceștia 147 de milioane locuiesc în Rusia. Este limbă oficială a Federației Ruse și are statut oficial la ONU și în alte organizații internaționale.
Limba rusă se mai vorbește în Ucraina, Belarus, Moldova, Kazahstan, Kârgâzstan, Tadjikistan, Turkmenistan, Uzbekistan, Armenia, Azerbaidjan, Georgia etc.
Circa 7 % din cetățenii UE vorbesc rusa într-o anumită măsură.
Rusa este scrisă în alfabetul chirilic. Codul de limbă este ru respectiv rus (după ISO 639).

## În România
În perioada comunistă, limba rusă era una dintre principalele limbi învățate de elevi, alături de engleză și franceză.
După Revoluție însă, limba rusă a dispărut aproape complet din România.
În anul 2014, în afara etnicilor care o studiază ca limbă maternă, mai erau aproximativ 500 de elevi care studiau limba rusă în școlile din România, ca limbă modernă 2 sau 3.. Cu toate acestea în anii 1994 - 1999, la București, sub egida institutului de științe ale educației a apărut un curs de limbă rusă pentru licee, redactat de Cornelia Dumitriu.

## Expresii uzuale
- Да (da) - Da
- Нет (net) - Nu
- Я люблю вас (Ia liubliu vas) - Vă iubesc
- Я люблю тeбя (Ia liubliu tebia) - Te iubesc
- Спасибо (Spasiba) - Mulțumesc
- Добрый день (Dobrîi den') - Bună ziua
- До свидания (Da svidan'ia) - La revedere
- Я (ia) - Eu
- ты (tî) - Tu
- И (i) - Și
- Сколько стоит? (Skol'ko stoit?) - Cât costă?
- Как вас зовут? (Kak vas zavut?) - Cum vă numiți?
- Меня зовут... (Мenia zаvut...) - Mă numesc...
- Скажите.. (Skajît'e)... - Spuneți...
- Дерево (Dierievo) - Copac
- Россия (Rassiia) - Rusia
- Москва (Maskva) - Moscova
- Румыния (Rumîniia) - România
- Бухарест (Buharest) - București
- Украина (Ukraina) - Ucraina
- Киев (Kiev) - Kiev
- Город (gorod) - Oraș
- Кофе (kofe) - Cafea
- Вино (vino) - Vin (băutură)
- Вода (vada) - Apă
- Девять (deviat) - Nouă (număr)
- Солнце (sonțe) - Soare
- Язык (iazîk) - Limbă
- Бог (bog) - Dumnezeu
- Здравствуйте (Zdravstvuite) - Salutare
- Извините (Izvinite) - Scuzați-mă
- Ты говоришь по-русски/английски? (Tî gavariș po ruski/angliiski)? - Tu vorbești rusă /engleză?
- Родина (Rodina) - Patrie
- Папа (Papa) - Tata
- Мама (Mama) - Mama
- Брат (brat) - Frate
- Сестра (sestra) - Soră
- Доктор (Doktor) - Doctor
- Америка (Amerika) - America
- Африка (Afrika) - Africa
- Антарктика (Antarktika) - Antarctica
- Италия (Italia) - Italia
- Германия (Ghermania) - Germania
- Англия (Anglia) - Anglia
- Армия (Armia) - Armată
- Мир (Mir) - Lume, Pace (omonim)
- Война (Vaina) - Război